# Жихлін (Конінський повіт)
Жихлін (пол. Żychlin) — село в Польщі, у гміні Старе Място Конінського повіту Великопольського воєводства.
Населення — 1816 осіб (2011).
У 1975-1998 роках село належало до Конінського воєводства.

## Демографія
Демографічна структура станом на 31 березня 2011 року:
|          | Загалом | Допрацездатний вік | Працездатний вік | Постпрацездатний вік |
| -------- | ------- | ------------------ | ---------------- | -------------------- |
| Чоловіки | 910     | 207                | 642              | 61                   |
| Жінки    | 906     | 195                | 574              | 137                  |
| Разом    | 1816    | 402                | 1216             | 198                  |